# Igreja Presbiteriana Reformada da Irlanda
A Igreja Presbiteriana Reformada da Irlanda - em Inglês: Reformed Presbyterian Church of Ireland - é uma denominação reformada presbiteriana, conservadora fundada na Ilha da Irlanda, em 1763, por imigrantes escoceses membros da Igreja Presbiteriana Reformada da Escócia.

## História
No contexto na Reforma Protestante na Escócia, parlamentares escoceses elaboraram o Pacto Nacional de 1638 e a Liga Solene e Pacto de 1643. Os subscreventes destes documentos eram chamados de covenanters e estavam em oposição à Monarquia Inglesa. 
Após a Revolução Gloriosa, os covenanters não aprovaram o posicionamento da Igreja da Escócia em relação a participação do Estado na religião. Os membros do grupo passaram a ser nomeados de cameronianos, como referência a Richard Cameron.  Em 1743, o grupo se organizou como um Presbitério e cresceu continuamente desde então.
Enquanto isso, imigrantes escoceses se mudaram para a Ilha da Irlanda. Em 1763, eles organizaram uma nova denominação, a Igreja Presbiteriana Reformada da Irlanda (IPRI).
Em setembro de 2022, a denominação estimou ser formada por 41 igrejas e congregações, com 2.065 membros.

## Doutrina
A denominação subscreve a Confissão de Fé de Westminster, Catecismo Maior de Westminster e Breve Catecismo de Westminster.

## Relações intereclesiásticas
A denominação faz parte Aliança Global Presbiteriana Reformada, pela qual possui intercomunhão com a Igreja Presbiteriana Reformada da América do Norte, Igreja Presbiteriana Reformada da Escócia e Igreja Presbiteriana Reformada da Austrália. Possui relacionamento de irmandade com as Igrejas Reformadas Liberadas e com a Igreja Presbiteriana Ortodoxa.
Além disso, é membro da e Conferência Internacional das Igrejas Reformadas.